# Jean Charbonnel
Jean Charbonnel (* 22. April 1927 in La Fère, Département Aisne; † 20. Februar 2014 in Paris) war ein französischer Politiker der Union pour la Nouvelle République (UNR) sowie später der Rassemblement pour la République (RPR), Mitglied der Nationalversammlung, Staatssekretär für Zusammenarbeit im Außenministerium im Kabinett Pompidou III sowie zwischen 1972 und 1974 Minister für industrielle und wissenschaftliche Entwicklung im Kabinett Messmer I und Kabinett Messmer II. 

## Leben

### Studium, Abgeordneter und Staatssekretär
Charbonnel absolvierte seine schulische Bildung an den renommierten Lycée Henri IV und Lycée Louis-le-Grand im Pariser Quartier Latin und begann im Anschluss ein Geschichtsstudium an der Sorbonne, der Universität von Paris, sowie an der École normale supérieure (ENS Paris), das er mit der  Agrégé d'histoire abschloss. Daraufhin absolvierte er zwischen 1954 und 1956 ein Studium an der École nationale d’administration (ENA) und wurde nach deren Abschluss Auditeur am Rechnungshof (Cour des Comptes). 1957 wurde er zudem Dozent für Politikwissenschaften an der Universität von Paris und war später von Juli 1959 bis April 1962 technischer Berater von Gesundheits- und Justizminister Bernard Chenot, ehe er danach wieder Auditor am Rechnungshof wurde.
Am 25. November 1962 wurde Charbonnel als Anhänger des von Charles de Gaulle begründeten Gaullismus für die Union pour la Nouvelle République (UNR)-Union démocratique du travail (UDT) erstmals Mitglied der Nationalversammlung und vertrat in dieser bis zum 8. Februar 1966 das Département Corrèze. Er gehörte während dieser Zeit dem Ausschuss für Finanzen, allgemeine Wirtschaft und Planung (Commission des finances, de l’économie générale et du plan) als Mitglied an. 1964 wurde er ferner zum Mitglied des Generalrates des Département Corrèze gewählt, in dem er bis 1982 den damaligen Kanton de Brive-la-Gaillarde-Nord vertrat.
Am 8. Januar 1966 übernahm Charbonnel sein erstes Regierungsamt und fungierte im dritten Kabinett Pompidou bis zum 1. April 1967 als Staatssekretär für Zusammenarbeit im Außenministerium (Secrétaire d’Etat aux Affaires étrangères, chargé de la Coopération). Darüber hinaus wurde er am 9. Oktober 1966 als Nachfolger von Henri Chapelle von der RRRS zum Bürgermeister von Brive-la-Gaillarde gewählt und bekleidete dieses Amt bis zu seiner Ablösung durch Bernard Murat von der UMP bis zum 26. Juni 1995. Er war des Weiteren von Mai 1967 bis 1968 zusammen mit Robert Poujade, André Fanton, Jean Taittinger und René Tomasini Mitglied des kollektiven Generalsekretariats der UNR-UDT sowie im Anschluss zwischen 1968 und 1971 Vize-Generalsekretär der Union des Démocrates pour la République (UDR) und damit Stellvertreter vom nunmehrigen Generalsekretär Robert Poujade.

### Minister und Wiederwahl in die Nationalversammlung
Bei der Wahl vom 23. Juni 1968 wurde Charbonnel für die UDR wieder zum Mitglied der Nationalversammlung gewählt, der er diesmal bis zum 6. August 1972 angehörte. Er wurde erneut Mitglied des Ausschusses für Finanzen, allgemeine Wirtschaft und Planung und fungierte zwischen dem 27. Januar 1971 und dem 6. Juli 1972 als Vorsitzender dieses Ausschusses. Daraufhin übernahm er am 6. Juli 1972 im ersten Kabinett Messmer das Amt des Ministers für industrielle und wissenschaftliche Entwicklung (Ministre du développement industriel et scientifique), das er vom 5. April 1973 bis zum 27. Februar 1974 auch im darauf folgenden zweiten Kabinett Messmer innehatte. Zwischenzeitlich wurde er am 11. März 1973 für die UDR im Département Corrèze wieder zum Mitglied der Nationalversammlung gewählt, verzichtete jedoch am 5. Mai 1973 auf das Mandat, nachdem er wieder in die Regierung eingetreten war. 1982 wurde er als Mitglied des Generalrates des Département Corrèze wiedergewählt und vertrat in diesem nunmehr bis 1988 den neuen Kanton Brive-la-Gaillarde-Centre.
Am 16. März 1986 wurde Charbonnel für die Rassemblement pour la République (RPR) erneut zum Mitglied der Nationalversammlung, der er als Vertreter des Département Corrèze dieses Mal bis zum 1. April 1993 angehörte. Während dieser achten Legislaturperiode war er anfangs kurzzeitig wieder Mitglied des Ausschusses für Finanzen, allgemeine Wirtschaft und Planung, wechselte aber bereits am 29. Mai 1986 als Mitglied in den Ausschuss für Produktion und Handel (Commission de la production et des échanges ) und gehörte diesem bis zum 3. April 1990 an. Am 3. April 1990 trat er aus der RPR-Fraktion aus und blieb fraktionsloses Parlamentsmitglied. Zuletzt war er vom 3. April 1990 bis zum 1. April 1993 Mitglied des Auswärtigen Ausschusses (Commission des affaires étrangères).
Charbonnel gehörte zu den Personen, die am Selbstmord des am 30. Oktober 1979 im Wald von Rambouillet tot aufgefundenen ehemaligen Minister Robert Boulin zweifelten und ging von einer Ermordung Boulins aus. Dies erklärte er verschiedenen Zeitungen.

## Veröffentlichungen
Neben seinen politischen Tätigkeiten verfasste Charbonnel auch mehrere Bücher, die sich mit historischen und politischen Themen befasste. Er veröffentlichte insbesondere mehrere Bücher über den Gaullismus und wurde für sein Buch 1987 erschienenes Buch Edmond Michelet über den gaullistischen Justizminister Edmond Michelet 1988 mit dem Literaturpreis der Fondation Pierre-Lafue ausgezeichnet. Zu seinen Veröffentlichungen gehören:
- L’Aventure de la fidélité, Paris, Le Seuil, 1973.
- Radioscopie des oppositions, Paris, Plon, 1973.
- Comment peut-on être opposant?, Paris, Robert Laffont, 1983.
- Edmond Michelet, Paris, Beauchesne, 1987.
- De Gaulle au Présent, Paris, Flammarion, 1990.
- À la gauche du Général, Paris, Plon, 1998.
- Le Gaullisme en questions, Paris, PUF, 2002.
- Les Légitimistes de Chateaubriand à De Gaulle, Paris, La Table Ronde, 2006.
- Pour l’honneur du Gaullisme, contre-enquête sur un héritage, Mitautor Laurent de Boissieu, Riveneuve, 2011, ISBN 978-2360-130788.